# Ischnura abyssinica
Ischnura abyssinica là một loài chuồn chuồn kim thuộc họ Coenagrionidae. Đây là loài đặc hữu của Ethiopia. Môi trường sống tự nhiên của chúng là đồng cỏ nhiệt đới hoặc cận nhiệt đới vùng đất cao, sông ngòi, đầm lầy, hồ nước ngọt, hồ nước ngọt có nước theo mùa, và đầm nước ngọt. Chúng hiện đang bị đe dọa vì mất nơi sống.